# Аллікуська сільська рада
А́ллікуська сільська рада (ест. Alliku külanõukogu, рос. Алликуский сельский совет) — сільська рада в Естонській РСР, адміністративно-територіальна одиниця в складі повіту Тартумаа (1945—1950) та Муствееського району (1950—1954).

## Історія
13 вересня 1945 року на території волості Сааре в Тартуському повіті утворена Аллікуська сільська рада з центром у селі Алліку. Головою сільської ради обраний Аугуст Мадіссон (August Madisson), секретарем — Аско Воден (Asko Voden).
26 вересня 1950 року, після скасування в Естонській РСР повітового та волосного поділу, сільська рада ввійшла до складу новоутвореного Муствееського сільського району.
20 березня 1954 року відбулася зміна кордонів між районами Естонської РСР, зокрема від Аллікуської сільради передані Раннаській сільській раді Калластеського району 286 га земель колгоспу «Перемога Жовтня» («Oktoobri Võit»).
17 червня 1954 року в процесі укрупнення сільських рад Естонської РСР Аллікуська сільська рада ліквідована. Її територія склала частину Вассевереської сільської ради.